# Neritos croceicorpus
Neritos croceicorpus là một loài bướm đêm thuộc phân họ Arctiinae, họ Erebidae.